# 9. Arrondissement (Marseille)
Das 9. Arrondissement ist das flächenmäßig größte Arrondissement (Stadtbezirk) der südfranzösischen Stadt Marseille. 2008 lebten hier 76.819 Menschen auf 63 km² Fläche.

## Lage und Stadtviertel
Das Arrondissement befindet sich im Südosten des Stadtgebiets. Im Norden grenzt es an das 10. und 11. Arrondissement, im Osten an Cassis und Aubagne. Das Mittelmeer bildet im Süden die natürliche Grenze.
Das Arrondissement unterteilt sich in neun Stadtviertel:
- Les Baumettes
- Le Cabot
- Carpiagne
- Mazargues
- La Panouse
- Le Redon
- Sainte-Marguerite
- Sormiou
- Vaufrèges

## Infrastruktur
Im Stadtteil befinden sich fünf Kirchen und zwei Kapellen (Bon Pasteur und Beauvallon), eine Moschee an der Avenue du Baou de Sormiou und fünf Synagogen.
Die beiden wichtigsten Gesundheitseinrichtungen sind das Hôpital Saint-Salvador und das Hôpital Sainte-Marguerite.
Die größte sportliche Infrastruktur ist das 1988 eröffnete Palais du Sport mit 7200 Zuschauerplätzen. Weiter gibt es acht Stadien. Der Komplex SCO-Sainte-Marguerite dient dem Breitensport.
Hier befindet sich auch das Gefängnis Les Baumettes.

## Kultur
Die Kulturzentren Cité de la Musique und Maison-Blanche sind mit einem breiten Veranstaltungsangebot präsent.